# Šigetacu Macunaga
Šigetacu Macunaga (* 12. srpen 1962) je bývalý japonský fotbalista.

## Reprezentace
Šigetacu Macunaga odehrál 40 reprezentačních utkání. S japonskou reprezentací se zúčastnil Mistrovství Asie ve fotbale 1992.

## Statistiky
| Japonsko | Japonsko | Japonsko |
| Roky     | Záp.     | Góly     |
| -------- | -------- | -------- |
| 1988     | 1        | 0        |
| 1989     | 9        | 0        |
| 1990     | 0        | 0        |
| 1991     | 1        | 0        |
| 1992     | 9        | 0        |
| 1993     | 14       | 0        |
| 1994     | 0        | 0        |
| 1995     | 6        | 0        |
| Celkem   | 40       | 0        |